# Bohumil Palek
Bohumil Palek (25. února 1936, Žebrák – 26. srpna 2022) byl český lingvista, semiotik a překladatel. Působil jako vědecký pracovník Katedry lingvistiky a fonetiky na Filozofické fakultě Univerzity Karlovy. Dříve působil i v Leningradě. Zabýval se obecnou lingvistikou a sémiotikou. Své práce z lingvistiky publikoval v angličtině a v češtině, kromě toho vybral a přeložil dva svazky prací Ch. S. Peirce.

## Dílo
- B. Palek, Cross-reference: a study from hyper-syntax. Praha: UK 1968
- B. Palek, Lingvistické čítanky I.-III. Praha: SPN 1972 a násl.
- B. Palek, Základy obecné jazykovědy. Praha: SPN 1989